# Emiliana Arango
Emiliana Arango (Medellín, 28 novembre 2000) è una tennista colombiana.

## Carriera
Emiliana Arango ha vinto 3 titoli in singolare nel circuito ITF in carriera. Il 23 giugno 2025 ha raggiunto il miglior piazzamento mondiale nel singolare: 76ª, mentre il 10 agosto 2020 ha raggiunto il best ranking mondiale nel doppio: 561ª.
Fa parte della squadra colombiana di Fed Cup dove ha un bilancio complessivo di 7 vittorie e 8 sconfitte.

### Junior
Nel circuito junior ha raggiunto la semifinale agli US Open 2017 - Singolare ragazze, sconfitta dalla poi campionessa Amanda Anisimova. Nel ranking in singolare è stata la numero 8 della classifica mondiale nel gennaio 2018.
Nel doppio, raggiunge come miglior risultati i quarti di finale al Torneo di Wimbledon 2017 - Doppio ragazze e agli US Open 2017 - Doppio ragazze, rispettivamente in coppia con Ellie Douglas e Emily Appleton. Nel complesso, ha conquistato tre titoli in singolare e tre titolo in doppio.

### 2016-2022: Debutto nel WTA, prima vittoria e prime apparizioni major
Compie il suo debutto nel circuito professionistico al Claro Open Colsanitas 2016, grazie ad una wildcard, dove é sconfitta all'esordio da Irina Falconi vincendo appena un gioco.
Due anni dopo, vince il suo primo incontro WTA imponendosi sulla paraguaiana Verónica Cepede Royg e con la seguente vittoria su Jasmine Paolini raggiunge anche il suo primo quarto di finale, dove si ritira contro Anna Karolína Schmiedlová quando era sotto di un set.
Un infortunio all'anca la tiene fuori per sei mesi dal circuito, e dopo essersi ripresa, ha un nuovo porblema al ginocchio che la tiene ferma per altri sette mesi nel periodo a cavallo fra il 2021 e 2022.
Nel 2022 prende parte nelle qualificazioni nei suoi primi Grandi Slam, dove viene sconfitta in entrambe le occasioni all'esordio al Roland Garros e a Wimbledon.

### 2023: Primo quarto di finale WTA 1000
Inizia il 2023 con la prima semifinale in carriera nel WTA 125 Copa Oster 2023, sconfitta dalla futura vincitrice Nadia Podoroska in due parziali. Raggiunge i quarti di finale anche nel WTA 125 San Luis Potosí Open 2023, cedendo a Elina Avanesjan. In estate raggiunge il secondo turno delle qualificazioni al Roland Garros, mentre a quelle di Wimbledon si arrende nell'ultimo atto a Simona Waltert.
Al Guadalajara Open Akron 2023 gioca il miglior torneo della carriera. Al primo turno elimina la testa di serie numero 11 Anastasija Potapova, ottenendo la prima vittoria in un WTA 1000 e su una giocatrice presente nella Top 30. Al secondo turno estromette l'ex numero 3 del mondo e campionessa Slam Sloane Stephens in un'ora di gioco, raggiungendo gli ottavi di finale al suo debutto in un WTA 1000 e ottenendo la seconda vittoria consecutiva su una Top 50. In questa circostanza supera anche Taylor Townsend in tre set, rimontando un break di svantaggio nel primo e nel terzo parziali, diventando la prima tennista colombiana a raggiungere tale risultato in un torneo WTA 1000 da Fabiola Zuluaga a Berlino nel 2004. Viene poi eliminata da Maria Sakkarī, futura campionessa del torneo, che mette fine al suo sorprendente torneo. Questo risultato la proietta nelle prime 120 tenniste al mondo.
Al Transylvania Open inizia il torneo battendo la francese Jessika Ponchet in due set nel primo turno, rimontando uno break di svantaggio in entrambi i parziali, e segue un'altra vittoria sulla svizzera Jil Teichmann sempre in due set, raggiungendo il secondo quarto di finale della carriera e consecutivo. Qui è sconfitta dalla giocatrice di casa Elena-Gabriela Ruse in tre set.

### 2024: Prima finale WTA 125
Durante l'ATX Open batte al primo turno la statunitense Alycia Parks in due set, per poi cedere alla cinese Wang Yafan nel secondo turno in due parziali.
Arango riesce a superare le qualificazioni al Miami Open facendo il suo primo debutto in questo WTA 1000; in questa occasione, supera al primo turno la tedesca Tatjana Maria, la sua prima vittoria su una Top 50 in stagione, prima di arrendersi alla testa di serie numero 31 Leylah Fernandez in due set.
Nel torneo casalingo al Copa Colsanitas, perde nettamente dall'argentina Julia Riera nel primo turno, vincendo appena tre giochi. Dopo aver superato le qualificazioni al Mutua Madrid Open, batte al primo turno la wildcard Amanda Anisimova al tiebreak del terzo set. Nel secondo turno strappa il primo set a zero alla numero 31 del tabellone Dajana Jastrems'ka, per poi cedere gli altri due parziali per 5-7 4-6.
Al Rothesay Open perde una partita rocambolesca contro Tatjana Maria (che si prende una rivincita dopo Miami) perdendo il secondo e il terzo set al tiebreak, dopo non aver sfruttato un vantaggio di 3-1 in entrambi i parziali e complessivamente ben sei match point.
Il 3 novembre, Emiliana raggiunge la sua prima finale WTA 125 della carriera al Bolivia Open, giocato a Santa Cruz, dove viene sconfitta dalla romena Anca Todoni con il punteggio di 6(5)-7, 0-6.

### 2025: Primo titolo WTA 125, prima finale WTA 500 e Top 100
Il 15 febbraio, Arango vince il primo titolo WTA 125 della carriera al Cancún Tennis Open, sconfiggendo in finale la qualificata Carson Branstine con il punteggio di 6-2, 6-1.
Si presenta al Mérida Open come la numero 133 della classifica e raggiunge il quarto quarto di finale WTA della carriera per la prima volta dal 2023, dopo aver superato le qualificazioni e aver successivamente sconfitto al primo turno la lucky loser María Carlé per la seconda volta, la prima avvenuta durante i turni di qualificazioni (ottenendo la sua prima vittoria nel Tour da Madrid 2024), e al secondo turno la britannica Francesca Jones, che si è ritirata per un malore dovuto al forte caldo durante il terzo set. In seguito, batte la slovacca Rebecca Šramková raggiungendo la prima semifinale WTA della carriera e la prima in un torneo WTA 500. Raggiunge la sua prima finale nel WTA Tour dopo aver superato l'altra qualificata Daria Saville. Questo risultato le permette di scalare più di cinquanta posizioni nel ranking, garandendole l'accesso e il debutto nella Top 100, precisamente al numero 80 il 3 marzo 2025 (successivamente migliorato al 79 il 17 marzo). Arango diventa la seconda qualificata della stagione a raggiungere una finale in un WTA 500 dopo Polina Kudermetova che ha impiegato ben tre set a cedere alla numero 1 del mondo Aryna Sabalenka, durante il torneo di Brisbane. Nell'ultimo atto, viene sconfitta con un double bagel (doppio 6-0) in 55 minuti dalla prima testa di serie Emma Navarro.
Nel torneo di casa, il Copa Colsanitas, accreditata dalla quarta testa di serie, viene eliminata a sorpresa dalla lucky loser Patricia Maria Țig in due set nel primo turno. Al Mutua Madrid Open ottiene una wildcard e viene eliminata all'esordio in una sfida fra colombiane da Camila Osorio in due parziali. Agli Internazionali BNL d'Italia, dopo aver superato le qualificazioni, supera la bulgara Viktorija Tomova dopo una lotta di 3 ore e 12 minuti, salvando un set point nel primo set (vinto poi al tiebreak) e recuperato uno svantaggio di 1-3 nel terzo set (vinto per 6-4). Nel secondo turno viene sconfitta dalla numero 7 del seeding Mirra Andreeva in due set.
Compie il suo debutto in uno Slam agli Open di Francia, facendolo nel migliore dei modi battendo un'altra debuttante Alexandra Eala in tre set. Nel secondo turno viene eliminata dalla testa di serie numero 8 Zheng Qinwen in due parziali. Il mese dopo, fa il suo debutto anche a Wimbledon, dove viene sorteggiata contro una testa di serie, la numero 16 Daria Kasatkina, cedendo in due set.
All'Omnium Banque Nationale cede alla giocatrice di casa Eugenie Bouchard (in quello che è stato il suo ultimo torneo professionistico) in tre set nel primo turno. Al Cincinnati Open viene eliminata nel primo turno dalla cinese Wang Xinyu in due set.

## Statistiche WTA

### Singolare

#### Sconfitte (1)
| Legenda              |
| -------------------- |
| Grande Slam (0)      |
| Argenti Olimpici (0) |
| WTA Finals (0)       |
| WTA Elite Trophy (0) |
| Dal 2021             |
| WTA 1000 (0)         |
| WTA 500 (1)          |
| WTA 250 (0)          |

| N. | Data         | Torneo              | Superficie | Avversaria in finale | Punteggio |
| 1. | 2 marzo 2025 | Mérida Open, Mérida | Cemento    | Emma Navarro         | 0-6, 0-6  |

## Circuito WTA 125

### Singolare

#### Vittorie (1)
| N. | Data             | Torneo                     | Superficie | Avversaria in finale | Punteggio |
| 1. | 15 febbraio 2025 | Cancún Tennis Open, Cancún | Cemento    | Carson Branstine     | 6-2, 6-1  |

#### Sconfitte (1)
| N. | Data            | Torneo                   | Superficie  | Avversaria in finale | Punteggio   |
| 1. | 3 novembre 2024 | Bolivia Open, Santa Cruz | Terra rossa | Anca Todoni          | 6(5)-7, 0-6 |

## Statistiche ITF

### Singolare

#### Vittorie (3)
| Torneo $100.000 (0) |
| Torneo $80.000 (0)  |
| Torneo $75.000 (0)  |
| Torneo $60.000 (0)  |
| Torneo $50.000 (0)  |
| Torneo $25.000 (2)  |
| Torneo $15.000 (1)  |
| Torneo $10.000 (0)  |

| N. | Data              | Torneo                     | Superficie  | Avversaria in finale | Punteggio        |
| 1. | 4 giugno 2017     | GD Tennis Academy, Adalia  | Terra rossa | Vlada Ekshibarova    | 6–2, 6–3         |
| 2. | 19 settembre 2021 | Open Medellin, Medellín    | Terra rossa | Laura Pigossi        | 6–0, 6–0         |
| 3. | 17 ottobre 2021   | Women's Florence, Florence | Cemento     | Wang Xiyu            | 6–3, 0–6, 7–6(0) |

#### Sconfitte (3)
| Torneo $100.000 (0) |
| Torneo $80.000 (0)  |
| Torneo $75.000 (0)  |
| Torneo $60.000 (0)  |
| Torneo $50.000 (0)  |
| Torneo $25.000 (2)  |
| Torneo $15.000 (0)  |
| Torneo $10.000 (1)  |

| N. | Data            | Torneo                                    | Superficie  | Avversaria in finale  | Punteggio           |
| 1. | 29 ottobre 2016 | ITF Women's Circuit Pereira, Pereira      | Terra rossa | María Herazo González | 3–6, 2–6            |
| 2. | 6 agosto 2017   | Fort Worth Women's Challenger, Fort Worth | Cemento     | Katerina Stewart      | 4–6, 1–6            |
| 3. | 26 marzo 2023   | Mosquera Women's, Mosquera                | Terra rossa | Sinja Kraus           | 7–6(4), 6(6)–7, 3–6 |

### Doppio

#### Sconfitte (2)
| Torneo $100.000 (0) |
| Torneo $80.000 (0)  |
| Torneo $75.000 (0)  |
| Torneo $60.000 (0)  |
| Torneo $50.000 (0)  |
| Torneo $25.000 (2)  |
| Torneo $15.000 (0)  |
| Torneo $10.000 (0)  |

| N. | Data            | Torneo                             | Superficie  | Compagna         | Avversarie in finale          | Punteggio |
| 1. | 17 agosto 2019  | Copa American Express, Guayaquil   | Terra rossa | Katerina Stewart | Hsu Chieh-yu Marcela Zacarías | 4–6, 2–6  |
| 2. | 25 ottobre 2019 | ITF Women's Circuit Cucuta, Cúcuta | Terra rossa | Victoria Bosio   | Carolina Alves Renata Zarazúa | 1–6, rit. |